# Stara synagoga w Annopolu
Stara synagoga w Annopolu – powstała w XVIII lub XIX w.
Był to drewniany budynek, umiejscowiony na placu bożniczym na północny zachód od rynku. W XVIII wieku synagoga została uszkodzona przez pożar, a następnie wyremontowana. W XX wieku, mimo wybudowania nowej, murowanej bóżniczy, była wykorzystywana jako bet midrasz.
Została zniszczona przez Niemców podczas II wojny światowej. Po wojnie nie została odbudowana.